# Ormiophasia cruzi
Ormiophasia cruzi là một loài ruồi trong họ Tachinidae.